# Saint-Marcel (Eure)
Saint-Marcel – miejscowość i gmina we Francji, w regionie Normandia, w departamencie Eure. Przez miejscowość przepływa Sekwana. 
Według danych na rok 1990 gminę zamieszkiwało 4398 osób, a gęstość zaludnienia wynosiła 443 osoby/km² (wśród 1421 gmin Górnej Normandii Saint-Marcel plasuje się na 55. miejscu pod względem liczby ludności, natomiast pod względem powierzchni na miejscu 355.). 